# Saint-Jean-d'Étreux
Saint-Jean-d'Étreux is een plaats en voormalige gemeente in het Franse departement Jura in de regio Bourgogne-Franche-Comté en telt 126 inwoners (1999). De plaats maakt deel uit van het arrondissement Lons-le-Saunier.

## Geschiedenis
Saint-Jean-d'Étreux is op 1 januari 2019 opgeheven en toegevoegd aan de drie jaar daarvoor gevormde gemeente Les Trois-Châteaux. 

## Geografie
De oppervlakte van Saint-Jean-d'Étreux bedraagt 4,3 km², de bevolkingsdichtheid is 29,3 inwoners per km².
De onderstaande kaart toont de ligging van Saint-Jean-d'Étreux met de belangrijkste infrastructuur en aangrenzende gemeenten.

## Demografie
Onderstaande figuur toont het verloop van het inwonertal.
L'Aubépin · Chazelles · Nanc-lès-Saint-Amour · Saint-Jean-d'Étreux